# Ary Scheffer

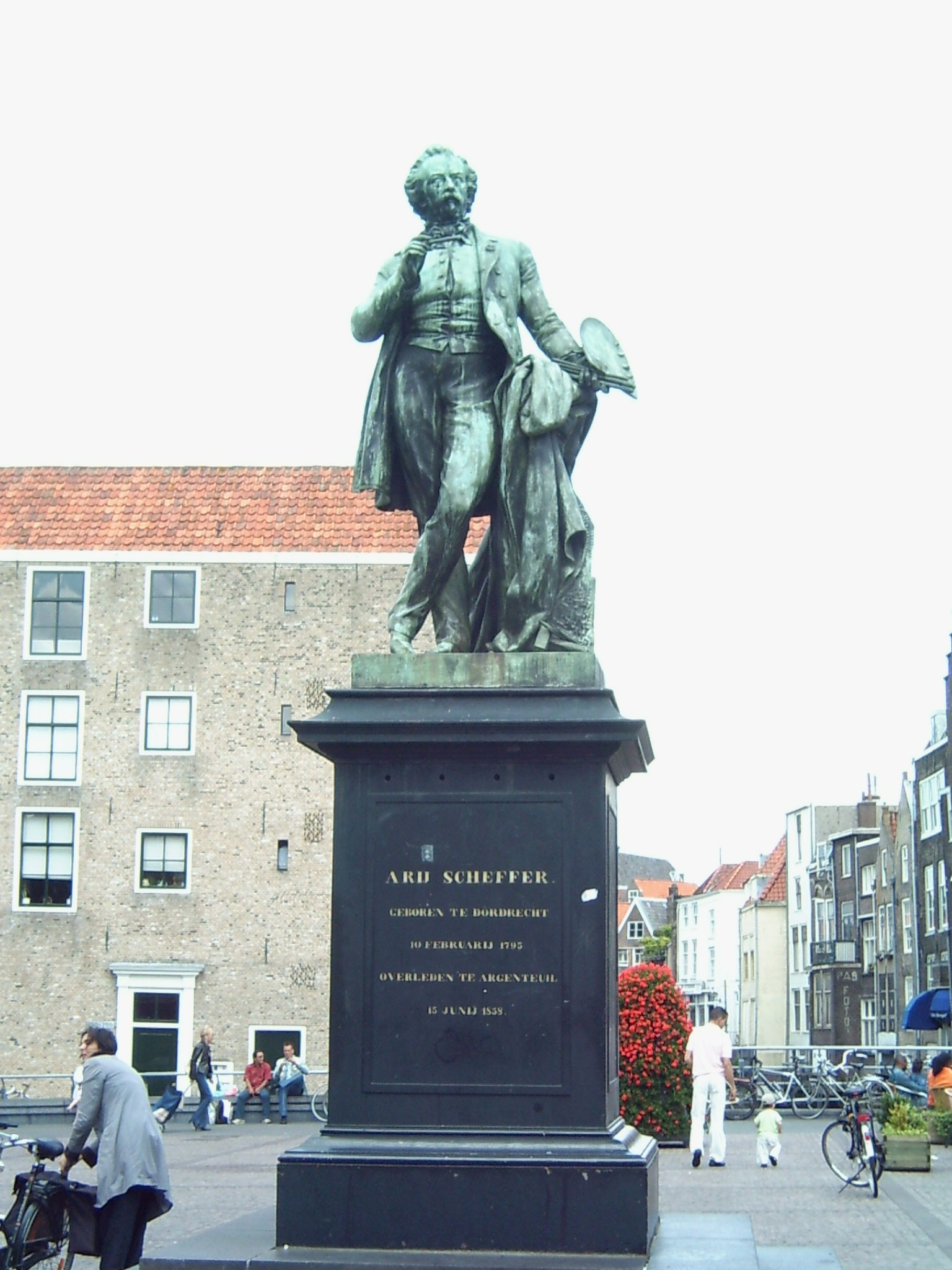
Estátua de Ary Scheffer em Dordrecht.

Ary Scheffer (Dordrecht, 10 de fevereiro de 1795 - Argenteuil, 15 de junho de 1858), foi um pintor francês de ascendência neerlandesa e do movimento do Romantismo. Era irmão do também pintor Henry Scheffer.
As suas obras denotam inspiração mística e onírica. Foi aluno de Pierre-Narcisse Guérin e professor de Auguste Bartholdi, Claudius Popelin, Jean-Baptiste-Ange Tissier, German von Bohn e Thomas de Barbarin, entre outros.

## Galeria

Obras de Ary Scheffer
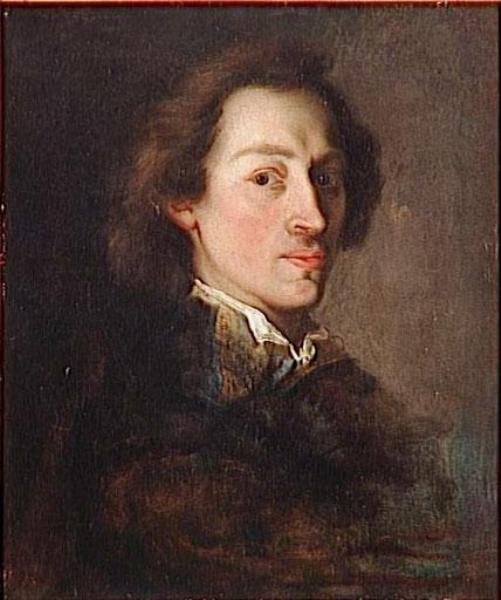
Retrato de Frédéric Chopin, 1847, 62x51 cm, Versailles, Museu de História da França (Versalhes).
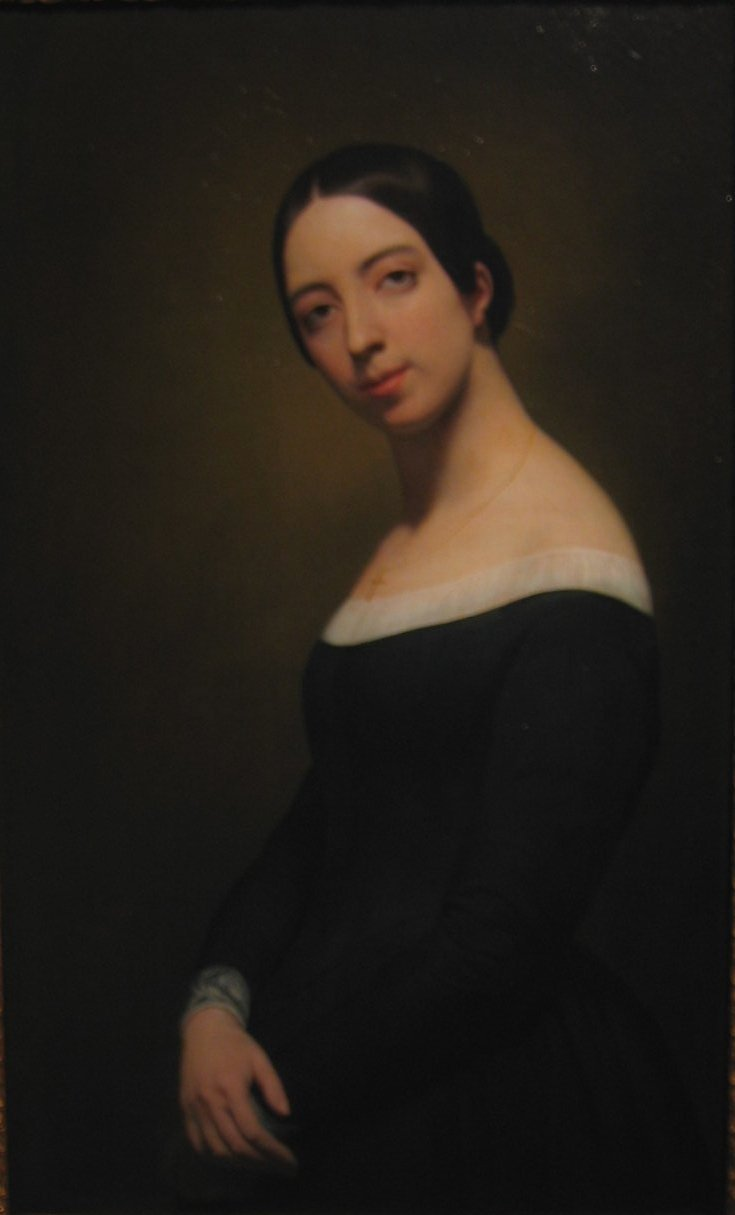
Pauline Viardot, 1840, óleo sobre tela, Paris, Museu da Vida Romântica.
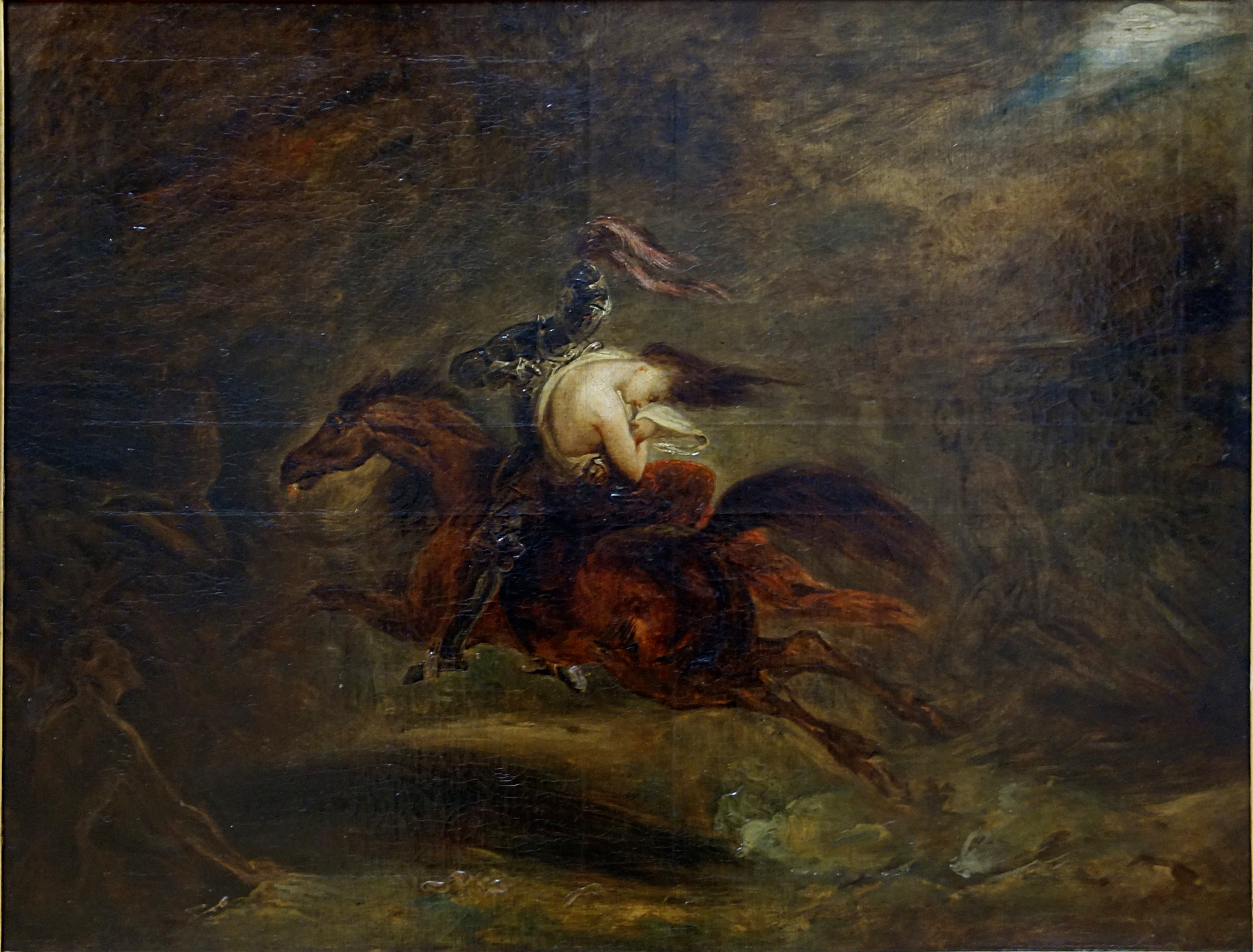
Lénore, Les morts vont vite, dp. 1830, óleo sobre tela, Palácio de Belas Artes de Lille.